# Bracia Quay
Stephen i Timothy Quay (ur. 17 czerwca 1947 w Norristown, Pensylwania) – amerykańscy bracia bliźniacy, twórcy filmowych animacji, reklam telewizyjnych oraz scenografowie filmowi i teatralni. Reżyserzy dwóch filmów pełnometrażowych (Instytutu Benjamenta i Stroiciela trzęsień ziemi) oraz wielu krótkometrażowych animacji, w tym adaptacji opowiadania Brunona Schulza Ulica krokodyli.

## Młodość i edukacja
Bracia Quay studiowali ilustratorstwo na Philadelphia College of Art. Po ukończeniu tej szkoły zostali zaproszeni do londyńskiej Royal College of Art, gdzie uczyli się w latach 1969–1972, między innymi u Raymonda Durgnata. W latach 1972–1978 przebywali w Stanach Zjednoczonych, spłacając pożyczkę udzieloną przez władze stanowe na studia. Pracowali między innymi jako ilustratorzy książek w Nowym Jorku (ich autorstwa jest strona graficzna pierwszego wydania Mechanicznej pomarańczy Anthony'ego Burgessa), ale także jako kelnerzy. W 1978 roku otrzymali National Endowment Grant for the Arts, co umożliwiło im wyjazd do Europy. Przez krótki czas przebywali w Belgii, w Holandii i Wielkiej Brytanii szukając możliwości realizowania się w tworzeniu animacji kukiełkowych, a dorabiali zmywając naczynia. W Londynie spotkali znajomego z Royal College of Art, Keitha Griffithsa, pracującego w agendzie Brytyjskiego Instytutu Filmowego (BFI); ten zaproponował im przedłożenie w BFI scenariusza. Bracia zrobili to i wyjechali do Amsterdamu. Po kilku miesiącach wracali już do Londynu, telegraficznie powiadomieni o przyznaniu 7000 funtów na ich eksperymentalny projekt filmowy. Pod egidą BFI i przy współpracy z Griffithsem zrealizowali swój pierwszy krótki metraż, Nocturna Artificalia.

## Kariera filmowa
Pierwsze animacje braci Quay powstały jeszcze przed wyjazdem do Stanów, na przełomie lat 60. i 70. Były to proste, dwuwymiarowe animacje, o których sami bracia wypowiadają się krytycznie. Jak wspominają, nakręcili je w ciągu jednego weekendu tworząc kolaże na kuchennym stole i wykorzystując kamerę Bolex 16 mm.
W 1980 roku wystąpili w filmie Petera Greenawaya Kronika wypadków jako bracia Ipson i Pulat Fallari. Quayowie mieli być też inspiracją dla Greenawaya dla stworzenia postaci zoologów – braci syjamskich zafascynowanych rozkładem w filmie Zet i dwa zera (A Zed & Two Noughts) z 1985 roku.
W 1980 roku bracia Quay razem z Griffithsem założyli własne studio filmowe, Atelier Koninck, które obecnie mieści się w Southwark, w południowej części Londynu.
W pierwszej połowie lat 80. nakręcili kilka dokumentów na zlecenie Channel 4, o Igorze Strawinskim czy Leošie Janáčku, z których jeden, poświęcony czeskiemu reżyserowi Janowi Švankmajerowi, ewoluował w kierunku kolejnej animacji. Bracia realizując ten dokument wyjechali do Pragi, gdzie przeprowadzili rozmowę ze Švankmajerem, ten jednak nie zgodził się na sfilmowanie wywiadu. Animacja którą zrealizowali (Gabinet Jana Švankmajera) była ich hołdem dla czeskiego twórcy.
Najbardziej znane dzieło braci, adaptacja prozy Brunona Schulza Ulica krokodyli (1986) jest też najbardziej reprezentatywne dla stylu braci Quay. Był to pierwszy film Quayów nakręcony na taśmie 35 mm. Terry Gilliam uznał Ulicę krokodyli za jedną z 10 najlepszych animacji wszech czasów.
W 1995 miał premierę pierwszy film fabularny Quayów, Instytutem Benjamenta, oparty na powieści Roberta Walsera Jakob von Gunten. Przygotowania do filmu trwały wiele lat; scenariusz zaczął powstawać pod koniec lat 80. W filmie początkowo miała zagrać Charlotte Rampling, ale w ostatniej chwili Channel Four nie zgodził się na to, ponieważ aktorka wcześniej zerwała kontrakt z francuskimi producentami. Ostatecznie rolę Lisy Benjamenta powierzono Alice Kriege. Film spotkał się z pozytywnymi recenzjami i zdobył kilka nagród.
W 2003 doszło do współpracy bliźniaków z kompozytorem Steve'em Martlandem; Quayowie na potrzeby wielkanocnego projektu Death and Ressurection wystawionego w galerii Tate Modern nakręcili cztery krótkie animacje (Poor Roger, Oranges And Lemons, Green Gravel, Jenny Jones).
Quayowie stworzyli również kilka teledysków, dla takich artystów jak Peter Gabriel, 16 Horsepower, His Name Is Alive, Michael Penn czy Sparklehorse. Pierwszy teledysk w realizacji którego brali udział był do piosenki Petera Gabriela Sledgehammer i zawierał animowane sekwencje autorstwa braci, reżyserem całości był Stephen R. Johnson. Quayowie byli niezadowoleni z efektu końcowego, mimo nagrody MTV, którą nagrodzono teledysk. Nakręcili również reklamy telewizyjne, dla MTV, Nikona, Fox Sports, Doritos a także The Partnership for a Drug Free America.
Przygotowania do drugiego pełnometrażowego filmu zaczęły się wkrótce po premierze Instytutu Benjamenta; te dwa obrazy dzieli jedenaście lat. Czas ten upłynął na zbieraniu funduszy i dopracowywaniu scenariusza, który z początku miał być adaptacją powieści argentyńskiego pisarza Adolfo Bioy Casaresa Wynalazek Morela, na co nie pozwoliły jednak prawa autorskie. Stroiciel trzęsień ziemi miał premierę w 2006 roku.
Na retrospektywach twórczości m.in. w Beverly Hills i La Rochelle w 2006 roku bracia pokazali sześciominutową animację, która w katalogach festiwali figurowała jako Sanatorium Under the Sign of the Hourglass (work in progress).
W 2008 Bracia Quay wystąpili jako eksperci w polsko-litewskim filmie dokumentalnym Treser Żuków opowiadającym o pionierze animacji lalkowej Władysławie Starewiczu.
W 2009 zrealizowali w Polsce film dokumentalno-animowany Inwentorium śladów. Producentem było studio Marka Serafińskiego przy udziale Muzeum Zamku w Łańcucie i TVP. Kolejny film Quayów Maska według opowiadania Stanisława Lema powstał w łódzkim Se-ma-forze.
W lipcu 2010 ukazała się książka Trzynasty miesiąc. Kino braci Quay (pod red. Kuby Mikurdy i Adriany Prodeus; Korporacja Ha!art & Era Nowe Horyzonty, Kraków-Warszawa 2010, ISBN 978-83-61407-62-1), wydana na 10. edycję Międzynarodowego Festiwalu Filmowego Era Nowe Horyzonty we Wrocławiu. Publikacja, w której znalazły się rozmowy z Braćmi Quay a także teksty analityczne poświęcone ich twórczości filmowej, ukazała się z okazji dużej retrospektywy ich filmów podczas Festiwalu.
W roku 2021 miał premierę krótkometrażowy animowany film dokumentalny Vade mecum stworzony przez Braci Quay na zlecenie Instytutu Książki oraz Instytutu Kultury Polskiej w Londynie opowiadający o życiu i twórczości Cypriana Kamila Norwida.
W sierpniu 2012 roku w nowojorskim Museum of Modern Art otwarto ekspozycję prezentującą po raz pierwszy całościowo artystyczną twórczość braci Quay.
Stephen i Timothy Quay są nierozłączni. Chętnie ubierają się w identyczny sposób. Gdy udzielają wywiadu, często jeden z nich kończy zdanie zaczęte przez drugiego. Znani są ze specyficznego poczucia humoru; w jednym z wywiadów przekonywali dziennikarza, że każdy z nich posiada tylko jedno jądro.

## Inspiracje
W dziełach braci Quay znajdziemy liczne nawiązania do środkowoeuropejskich tekstów kultury, żeby wymienić dzieła Franza Kafki, Brunona Schulza, Roberta Walsera; filmy Jana Lenicy, Waleriana Borowczyka, Władysława Starewicza, Jurija Norszteina, Jiříego Trnki, fotografię Josefa Sudka. Bracia w wywiadzie udzielonym Gazecie Wyborczej tak tłumaczyli swoją fascynację:

Odkryliśmy Europę dzięki Franzowi Kafce, potem – dzięki Brunonowi Schulzowi, którego proza stała się naszą największą inspiracją. Europa, zwłaszcza środkowa, to głęboka tajemnica. Macie tu miasta, które tej tajemnicy strzegą do dziś. W Ameryce jest inaczej – wszystko jest zaplanowane i dokładnie ustalone, miasta są przewidywalne. A w Pradze czy w Krakowie można się zagubić w tej atmosferze. To organiczne doświadczenie, zetknięcie z metafizyką. (...) wychowaliśmy się na polskim kinie. Wielkim odkryciem była dla nas na przykład twórczość Waleriana Borowczyka. Pierwszym filmem środkowoeuropejskim, który obejrzeliśmy, była Winda Jerzego Kuci

Na festiwalu filmowym Jamesa Rivera w Richmond w kwietniu 2003 roku bracia mieli możliwość zaprezentowania animacji które najbardziej wpłynęły na kierunek ich artystycznych poszukiwań:
- Mascot Władysława Starewicza (1934)
- It's a Bird Charliego Bowersa (1932)
- Wild Oysters Charliego Bowersa (1941)
- Nos (Le Nez) Aleksandra Aleksiejewa (1963)
- A Jana Lenicy (1964)
- Reka (Ruka) Jiri Trnki (1965)
- Jabberwocky Jana Švankmajera (1972)
- Jeż we mgle Jurija Norszteina (1975)

Natomiast w ankiecie dla magazynu Fab wymienili filmy które wywarły na nich największe wrażenie:
- Pies andaluzyjski Luisa Buñuela (1928)
- Ziemia Ołeksandra Dowżenki (1930)
- Goto, wyspa miłości Waleriana Borowczyka (1968)
- L'Ange Patricka Bokanowskiego (1982)
- Persona Ingmara Bergmana (1966)
- Josef Kilián (Postava k podpírání) Pavela Jurácka i Jana Schmidta (1963)
- Wniebowstąpienie Łarisy Szepitko (1976)
- Dziecko wojny (Иваново детство) Andrieja Tarkowskiego (1962)
- Umberto D. Vittoria De Siki (1962)
- Przygoda (L'Avventura) Michelangela Antonioniego (1960)

## Muzyka
W filmach braci Quay wykorzystano muzykę następujących twórców:
- Karlheinz Stockhausen (In Absentia)
- Lech Jankowski (Ulica krokodyli, Grzebień, Instytut Benjamenta, De Artificali Perspectiva, Rehearsals for Extinct Anatomies, Ex-Voto)
- Christopher Slaski (Stroiciel trzęsień ziemi)
- Trevor Duncan (Stroiciel trzęsień ziemi)
- Antonio Vivaldi (Stroiciel trzęsień ziemi)
- Krzysztof Penderecki (Ein Brudermord, Maska)
- Stefan Cichonski (Nocturna Artificalia)
- Zygmunt Konieczny (Nocturna Artificalia)
- Igor Strawinski (Igor Stravinsky – The Paris Years – Chez Pleyel 1920-1929)
- Leoš Janáček (The Sandman, Leoš Janáček – Intimate Excursions)
- György Kurtag (The Sandman)
- Gary Tarn (Muzeum fantomów)
- Arvo Pärt (Duet)
- Zdenek Liska (Gabinet Jana Švankmajera)
- His Name Is Alive (Are We Still Married, Can't Go Wrong Without You)
- Sparklehorse (Dog Door)

## Bracia Quay a teatr
Bracia Quay współpracowali również z ludźmi teatru i opery. Ich udział w adaptacji Krzeseł Ioneski w reżyserii Simona McBurneya na deskach Complicite/ Royal Court Theatre został uhonorowany w 1998 roku nagrodą Tony (Drama Desk Award for Best Design).
Projekty sceniczne ze scenografią braci Quay:
- 1988 Love for Three Oranges Prokofjewa dla Opera North w Leeds/ English National Opera
- 1988 Dybbuk (balet Kima Brandstrupa) dla The Place
- 1989 A Flea in her Ear Feydeaua dla teatru Old Vic w Londynie
- 1991 Mazeppa Czajkowskiego dla Bregenz Festival / Netherlands Opera
- 1992 Le Bourgeois Gentilhomme Moliera dla Royal National Theatre w Londynie
- 1996 A Midsummer Night's Dream Szekspira dla Almeida Theatre w Londynie
- 1996 The Hour We Knew Nothing Of Each Other (balet Kima Brandstrupa) dla Malmö Dramatiska Theatre
- 1997 Cupid & Psyche (balet Kima Brandstrupa) dla Royal Danish Ballet w Kopenhadze
- 1997 The Chairs Eugene Ioneski dla Royal Court w Londynie
- 1999 Baa-lambsfest (opera Olgi Neuwirth) dla Wiener Festwochen
- 2001 Queen of Spades (balet Kima Brandstrupa) dla Les Grands Ballets Canadiens, Montreal
- 2002 The Wind in the Willows (balet Williama Tucketta) dla Royal Opera House
- 2004 The Anatomy of the Storyteller (balet Kima Brandstrupa) dla Royal Opera House
- 2005 The Cricket Recovers (opera Richarda Ayresa) dla Aldeburgh/Almeida Opera
- 2005 Pinocchio (balet Williama Tucketta) dla Linbury Theatre

## Wydawnictwa VHS i DVD
Bracia przez wiele lat wzbraniali się przed upowszechnianiem swoich filmów, w 1997 roku doprowadzili do usunięcia swoich prac ze strony poświęconej sztuce animacji (Animation of Heaven & Hell in 3-D). Przez długi czas obrazy Quayów można było oglądać jedynie na rzadkich retrospektywach twórczości w ramach festiwali filmowych, ewentualnie w telewizji. Dopiero pod koniec lat 90. zaczęły się pojawiać pierwsze wydawnictwa VHS i DVD z animacjami braci. Oba filmy pełnometrażowe bliźniaków, Instytut Benjamenta i Stroiciel trzęsień ziemi zostały wydane osobno.
W Polsce jedynie Instytut Benjamenta został wydany na VHS przez Gutek Film, na kasecie zamieszczono również Ulicę krokodyli.
| Tytuł                                                               | Format   | Dystrybucja     | Rok wydania       | Zawartość |
| ------------------------------------------------------------------- | -------- | --------------- | ----------------- | --------- |
| The Brothers Quay Collection: Ten Astonishing Short Films 1984-1993 | VHS      | Kino Video      | 1999              | [ 19 ]    |
| The Brothers Quay Collection: Ten Astonishing Short Films 1984-1993 | NTSC DVD | Kino Video      | 1 sierpnia 2000   | [ 19 ]    |
| Institute Benjamenta                                                | NTSC DVD | Kino Video      | 1 sierpnia 2000   | [ 20 ]    |
| Quay Brothers – The Short Films 1979-2003                           | 2×DVD    | BFI             | 20 listopada 2006 | [ 21 ]    |
| Phantom Museums: The Short Films of the Quay Brothers               | 2×DVD    | Zeitgeist Films | 24 kwietnia 2007  | [ 22 ]    |
| The Piano Tuner Of Earthquakes                                      | PAL DVD  | Artifical Eye   | 2005              | [ 23 ]    |
| The Piano Tuner Of Earthquakes                                      | DVD      | Zeigeist Films  | 24 kwietnia 2007  | [ 24 ]    |
| Instytut Benjamenta                                                 | PAL VHS  | Gutek Film      | 28 czerwca 1999   | [ 25 ]    |

## Filmografia

### Jako reżyserzy
- 1979: Nocturna Artificalia (Nocturna Artificalia, or Those Who Desire Without End (21') [British Film Institute]
- 1980: Punch & Judy (Tragical Comedy Or Comical Tragedy) (52') [Arts Council of Great Britain]
- 1981: Ein Brudermord (6') [GLAA]
- 1981: The Eternal Day Of Michel De Ghelderode (30') [Arts Council of Great Britain]
- 1982: Igor – Chez Pleyel – The Paris Years (25') [Channel Four]
- 1983: Leoš Janáček: Intimate Excursions (25') [Channel Four]
- 1984: Gabinet Jana Švankmajera (The Cabinet Of Jan Svankmajer) (14') [Channel Four]
- 1985: Bezimienna panna młoda/ Epos o Gilgameszu (The Epic Of Gilgamesh/ Little Songs of the Chief Officer of Hunar Louse or This Unnameable Little Broom) (11') [Channel Four]
- 1986: Ulica krokodyli (Street Of Crocodiles) (20') [British Film Institute]
- 1987: Próby dla wymarłych organizmów (Rehearsals For Extinct Anatomies) (14') [Channel Four]
- 1988: Dramolet (Stille Nacht I) (1') [MTV]
- 1989: Ex-Voto / The Pond (1') [MTV]
- 1990: Grzebień (The Comb /From The Museums Of Sleep) (18') [Channel Four]
- 1990: De Artificiali Perspectiva Or Anamorphosis (13') [J Paul Getty Trust]
- 1991: The Calligrapher Parts I, II, III (1') [BBC]
- 1991: Are We Still Married? (Stille Nacht II) (3') [4AD]
- 1992: Long Way Down (Look What The Cat Drug In) (3')
- 1992: Tales From The Vienna Woods (Stille Nacht III) (3') [Atelier Koninck QBFZ]
- 1993: Can't Go Wrong Without You (Stille Nacht IV) (3') [4AD]
- 1994: Instytut Benjamenta, czyli Ten sen, który nazywają życiem (Institute Benjamenta, or This Dream People Call Human Life) (105') [Channel Four/ Image Forum/ British Screen/ Pandora Films]
- 1995: The Summit
- 1999: Duet – Variations For The Convalescence Of 'A' (16') [Channel Four]
- 2000: The Sandman (41') [Channel Four]
- 2000: In Absentia (20') [BBC]
- 2000: Dog Door (Stille Nacht V) (5')
- 2003: Poor Roger / Oranges And Lemons / Green Gravel / Jenny Jones
- 2003: Muzeum fantomów (The Phantom Museum: Random Forays Into the Vaults of Sir Henry Wellcome's Medical Collection) (11') [The Wellcome Trust]
- 2006: Stroiciel trzęsień ziemi (The Piano Tuner of Earthquakes) (99')
- 2009: Inwentorium śladów (23') [Serafiński Studio Graficzno – Filmowe]
- 2010: Maska (24') [Se-ma-for]
- 2020 Vade mecum [Instytut Książki]

### Jako aktorzy
- 1980: Katalog ofiar (The Falls) – Stephen i Timothy Quay jako Ipson i Pulat Fallari
- 2000: Muzeum fantomów (The Phantom Museum) – Stephen Quay jako Kustosz

### Jako animatorzy
- 1970: Il Duetto
- 1970: Palais en Flammes
- 1972: Der Loop Der Loop (2')
- 1979: Nocturna Artificialia, czyli Ci, którzy pragną bez końca (Nocturna Artificalia, Or Those Who Desire Without End) (21')
- 1980: Punch & Judy (Tragical Comedy Or Comical Tragedy) (52')
- 1981: Ein Brudermord (6')
- 1981: The Eternal Day Of Michel De Ghelderode 1898-1962 (30')
- 1981: Bal Masqué
- 1982: Igor Stravinsky – Chez Pleyel – The Paris Years Chez Pleyel 1920-1929 (25')
- 1983: Leoš Janáček: Intimate Excursions (25')
- 1984: Gabinet Jana Švankmajera (The Cabinet Of Jan Svankmajer – Prague's Alchemist of Film) (14')
- 1985: Bezimienna panna młoda (The Epic Of Gilgamesh/ Little Songs of the Chief Officer of Hunar Louse or This Unnameable Little Broom) (11')
- 1986: Ulica krokodyli (Street Of Crocodiles) (20')
- 1986: Sledgehammer
- 1987: Rehearsals For Extinct Anatomies (14')
- 1988: Dramolet (Stille Nacht I) (1')
- 1989: Ex-Voto / The Pond (1')
- 1990: Grzebień (The Comb-From The Museums Of Sleep) (18')
- 1990: De Artificiali Perspectiva Or Anamorphosis (13')
- 1991: The Calligrapher Parts I, II, III (1')
- 1991: Are We Still Married? (Stille Nacht II) (3')
- 1992: Long Way Down (Look What The Cat Drug In) (3')
- 1992: Tales From The Vienna Woods (Stille Nacht III) (3')
- 1993: Can't Go Wrong without You (Stille Nacht IV) (3')
- 1994: Instytut Benjamenta, czyli ten sen który nazywają życiem (Institute Benjamenta) (105')
- 1995: The Summit
- 1999: Duet – Variations for the Convalescence of 'A' (16')
- 2000: The Sandman (41')
- 2000: In Absentia (20')
- 2000: Dog Door (Stille Nacht V) (5')
- 2001: Day of the Dead (Dream Sequence) – sekwencja w filmie Frida Julie Taymor
- 2003: Poor Roger / Oranges And Lemons / Green Gravel / Jenny Jones
- 2003: Muzeum fantomów (The Phantom Museum: Random Forays Into the Vaults of Sir Henry Wellcome's Medical Collection) (11')
- 2006: Stroiciel trzęsień ziemi (The Piano Tuner of Earthquakes) (99')
- 2010: Maska (24')
- 2020 Vade mecum (11')

## Nagrody i nominacje
| Film                                       | Nagrody |
| ------------------------------------------ | --- |
| Punch & Judy                               | Annecy Prix Émile Reynaud (1983) |
| Ulica krokodyli                            | MFF w Cannes, nominacja do Złotej Palmy (1986) Zagreb World Festival of Animation Films, 3 nagrody (1986) Catalonian International Film Festival, Sitges: Caixa de Catalunya (najlepszy film SF) (1986) MFF w Odense: Grand Prix for Best Fairytale Film (1986) Festival International Du Film & De Science Fiction, Bruksela: Grand Prix (1986) San Francisco International Film Festival: Grand Prix, najlepszy film krótkometrażowy (1986) MFF Fantasporto, International Fantasy Film Award (1987) |
| Rehearsals for Extinct Anatomies           | San Francisco Best Experimental Film (1988) |
| Grzebień                                   | Oberhausen International Short Film Festival: Grand Prix (1990) |
| De Artificiali Perspectiva Or Anamorphosis | Nominacja do BAFTA Film Award (1992) |
| Instytut Benjamenta                        | IFF Locarno-Mention Speciale, Main Competition & Jury des Jeunes: Le Deuxième Prix (1995) MFF w Sztokholmie: Grand Prix (1995) |
| In Absentia                                | Official Selection – Directors Fortnight, MFF w Cannes (2000) Nominacja do Prix Italia, Best Music Film for Television (2000) MFF w Lipsku: Golden Dove Award (2000) MFF w Tampere: Special Jury Award (2000) MFF w Montrealu: Special Jury Mention (2000) MFF w Pradze: Golden Prague Award (2000) Krakowski Festiwal Filmowy: Honorary Diploma Award 5oth Melbourne International Film Festival: Best Short Film MFF w Turku: Grand Prix {Ex Aequo} MFF w Sitges: Festival Internacional de Cinema de Catalunya: Best Short Film (2001) British Animation Awards – Best Film: Cutting Edge (2002) Palmars, Classique en Images, Prix Sacem, Paris (2002) |
| Stroiciel trzęsień ziemi                   | MFF w Locarno-Mention Speciale, Main Competition & Jury des Jeunes (2005) MFF w Sitges – Festival Internacional de Cinema de Catalunya (za najlepsze efekty specjalne) (2005) |